# Amparo Iturbi
Amparo Iturbi Báguena (Valencia, 12 de marzo de 1898 - Beverly Hills, 22 de abril de 1969) fue una pianista española. Hermana de José Iturbi, fueron juntos a Estados Unidos. Ella apareció en diversas películas de Hollywood.

## Biografía
Debutó en Barcelona con 15 años. En 1925 dio su primer concierto importante en el extranjero, en la Sala Gaveau de París. Posteriormente realizó una gira conjunta con su hermano por Italia, Suiza, Bélgica, Países Bajos e Inglaterra. También fue acompañante de la soprano catalana María Barrientos. Debutó en Estados Unidos en 1937.
Tuvo una sola hija, Amparo, quien dirigió una compañía de flamenco.
Murió en Beverly Hills el 22 de abril de 1969 a causa de un tumor cerebral.

## Carrera cinematográfica
Amparo apareció como invitada en diversas películas musicales MGM, haciendo de ella misma y en compañía de su hermano:
- Two Girls and a Sailor (1944)
- Holiday in Mexico (1946)
- Three Daring Daughters (1948)
- That Midnight Kiss (1949)

También participó en la banda sonora de Three Daring Daughters (1948). Aparentemente a la sombra de su hermano, Amparo sólo apareció en esas películas tocando el piano en compañía de éste.
Los hermanos ganaron fama por sus dúos de piano. Hicieron apariciones televisivas en El Show de Jimmy Durante en 1955 y en The Bell Telephone Hour en 1962. Amparo dejó muchas grabaciones como solista o a dúo con su hermano. En 1999 salió al mercado el CD "Celebrated Artistry-Mozart & Amparo Iturbi".

## Homenajes
- La Universidad Estatal de California en Fresno[1] ofrece la beca anual Amparo Iturbi para el perfeccionamiento pianístico.
- José Iturbi dio fondos para una beca de especialización en interpretación pianística en memoria de su hermana, en la Universidad Loyola Marymount.
- La ciudad de Valencia tiene una calle dedicada a la pianista.